# Jeruzsálemi Monasztikus Testvéri Közösség
A Jeruzsálemi Monasztikus Testvéri Közösség egy II. vatikáni zsinat után alapított, katolikus szerzetesközösség. Legfőbb jellemzőjük, hogy tudatosan a metropoliszok szívében, azok belvárosában kívánnak élni, ugyanakkor tevékenységük inkább monasztikus, nem apostoli. Magukat frappánsan városi remeték-nek mondják.

## Történetük
A Jeruzsálemi Monasztikus Testvéri Közösséget 1975-ben, Mindenszentek napján alapította François Marty bíboros felkérésére Pierre-Marie Delfieux atya, a Párizs belvárosában fekvő Saint-Gervais templomban, azzal a küldetéssel, hogy az új közösség „a városok szívében és Isten szívében éljen”.
A Jeruzsálemi Monasztikus Testvéri Közösséget 1979-ben François Marty bíboros pia unio, majd 1991-ben Jean-Marie Lustiger bíboros institutum religiosum rangra emelte. A közösség különálló női és férfi ága egyazon konstitúcióval bír, élükön a generális perjel, illetve a generális perjelnő áll. Az egyre növekvő létszámú közösség tagjai mintegy harminc nemzet soraiból verbuválódtak, a fogadalmas szerzetesek száma kétszáz főre rúg. A nővérek és testvérek monasztikus testvériségei az egyes városokban együttesen alkotják a Jeruzsálemi Közösségeket.

## Lelkiség és életmód
Hivatásuk Jézus főpapi imájának ezzel a részletével foglalható össze: „Nem azt kérem, hogy vedd el őket a világból, hanem hogy óvd meg őket a gonosztól.” (Jn 17, 15) Az emberben meglátva Istennek saját képére és hasonlatosságára teremtett szépséges alkotását, az emberek városában akarnak imádkozni, és Istennel találkozni. Közösségi és szemlélődő életük által Isten jelenvalóságáról tesznek tanúságot a világban, mindazok szolgálatára, akik Őt keresik.
Városi szerzetesekként ‘Jeruzsálem’ nevét viselik, az Istentől kapott városét, minden város patrónusáét, ahol Krisztus meghalt és feltámadt, s ahol az Egyház és az első keresztény közösségek megszülettek; a városnak nevét, mely egyformán szent a zsidók, keresztények és muzulmánok számára; a mennyei, reménybeli otthon nevét, ahová a hívő tart.
A Közösség szerzetesei, nővérek és testvérek, azon fáradoznak, hogy imádságukat a városba helyezzék, s hogy a várost imádságukban hordozzák. A város lelki sivatagában, a zaj, a szorongás, az elveszettség, a közöny  közepette céljuk, hogy egy csenddel és imádsággal teli oázist hozzanak létre, ami egyszersmind a befogadásnak és osztozásnak is otthona.
Monasztikus hivatásuk öt fő ismertetőjegye:
- Mindenekelőtt és legfőképpen városlakók, hiszen a nagyvárosi lét kétségkívül jelenünk egyik legmeghatározóbb, világméretű jelensége.
- Bérlők, az emberek többségéhez hasonlóan, lakhelyükért havonta fizetve az esedékes bért, hogy ezáltal is őrizkedjenek a vagyon felhalmozásától és a túlzott helyhez kötöttségtől.
- Dolgozó emberek, akik félállásban, alkalmazottként végzik munkájukat, hogy a megélhetésükhöz szükséges anyagiakat biztosítsák, szolidaritást vállalva környezetükkel, s tanúságot téve szegénységi fogadalmukról a világ sikerorientált gondolkodásának ellenében.
- Egyházmegyéjükkel szoros és közvetlen kapcsolatban állnak a II. vatikáni zsinat szellemében, fokozott figyelmet szentelve a helyi egyház realitásainak, hogy mennél jobban alkalmazkodni tudjanak annak társadalmi és kulturális adottságaihoz.
- Nincs klauzúrájuk, legalábbis a szónak eredeti értelmében; kolostoruk a város, csupán a csend idejét és helyszíneit őrzik a közösségiség lelkületében.

## Liturgia
A városi élet ritmusával összhangban, és a város szívében mutatják be naponta az imaórák és a szentmise liturgiáját, abban a templomban, amit rájuk bíztak. A jeruzsálemi szerzetesek napjának sarokköveit jelentő énekelt liturgia reggel, a munkába indulókkal, délben, az ebédszünet idején, valamint este, a munkából visszatérőkkel, négy szólamban, egy római zsolozsmára épülő, ám Kelet és Nyugat keresztény tradíciójából egyaránt merítő rend szerint zajlik, kifejezvén a megújulásra és az ökumenére való nyitottságát a közösségnek. Ahogy Hippói Szent Ágoston mondta: „Ha tudni akarod, miben hiszünk, jöjj, és fülelj, miről éneklünk!” Hétfőn nincsen imaóra, ezt az ún. sivatagi napot a szerzetesek teljes magányban töltik.

## Szabályzat
Lelki vezérfonaluk: Az élet könyve (magyarul is megjelent 1992-ben, a Bencés kiadó gondozásában), részletesen szól monasztikus életük mibenlétéről, hivatásuk alapvető vonásairól, s emlékezteti őket szeretetre, imádságra, munkára, befogadásra és csendre való meghívottságukra, arra, hogy miképpen éljenek szüzességben, szegénységben, engedelmességben, alázatban és örömben; mindezt a város szívében, az Egyházban, Jeruzsálem fiaiként és lányaiként.
Noha a liturgiát a szerzetesek és szerzetesnők együtt végzik, életük többi területén nem keverednek egymással; közösségeik egymástól függetlenek, mind lakhely, mind rendi vezetés, mind anyagiak tekintetében.

## Laikus ágak
A Jeruzsálemi Monasztikus Testvéri Közösség megszületése után csakhamar létrejöttek a Jeruzsálemi Laikus Testvéri Közösségek, hogy a szerzetesek lelkiségét más életállapotokban is megélhessék. Közülük az Evangéliumi Testvéri Közösség azokat gyűjti össze, akik egészen a világban élnek. Más közösségek fiatalokkal foglalkoznak életkoruknak megfelelően, ilyen az Élet Iskolája, illetve a Fiatalok Otthona. A vallások közti dialógust szolgálja az Ábrahám Gyermekei közösség, a művészet és hit kapcsolatára épül a Saint-Gervais Templom Boltívei közösség, az Effata közösség a szenvedőkért és betegekért imádkozik. Mindezen közösségek együttesen alkotják a Jeruzsálemi Családot.

## Külső hivatkozások
- A közösség honlapja Archiválva 2020. december 2-i dátummal a Wayback Machine-ben